# 존 바턴
존 바턴(John Barton, 1928년 11월 26일 ~ 2018년 1월 18일)은 영국의 극 감독이자 교사이다.
1928년 영국 런던 출생으로 40년 넘도록 영국 로열 셰익스피어 컴퍼니에서 연출가로 왕성한 활동을 하였다. 존 바턴은 1960년 피터 홀(Sir Peter Hall)과 함께 로열 셰익스피어 컴퍼니를 창단했고, 30편이 넘는 작품을 연출하며, 피터 홀이나 트레버 넌과 공동으로 작업해 왔다. 현재 로열 셰익스피어 컴퍼니의 자문 연출이고 다양한 연극 워크숍과 마스터클래스를 지도하고 있다. 2001년 샘 워너메이커 상(Sam Wanamaker Prize)을 수상했다.